# Slag bij Boydton Plank Road
De Slag bij Boydton Plank Road vond plaats op 27 oktober en 28 oktober 1864 in Dinwiddie County, Virginia tijdens de Amerikaanse Burgeroorlog. Deze slag is ook gekend onder de naam Slag bij Burgess Mill of Eerste slag bij Hatcher's Run. Het was een nieuwe poging van de Noordelijken om de Boydton Plank Road te veroveren en de Southside Spoorweg te vernietigen. Dit waren de belangrijkste aanvoerlijnen voor de Zuidelijke verdedigers bij Peterburg en Richmond.

## Achtergrond
Na de Slag bij Peebles’s Farm begin oktober had het Noordelijke V Corps een deel van de Zuidelijke stellingen bij Hatcher’s Run in handen gekregen. Het volledige II Corps van generaal-majoor Winfield S. Hancock werd uit de loopgraven gehaald om de Zuidelijke stellingen bij de Boydton linie aan te vallen. Deze aanval zou gelijktijdig uitgevoerd worden met de aanval op de stellingen langs de Darbytown Road. Het II Corps werd versterkt met divisies van het V Corps, het IX Corps en de cavaleriedivisie van brigadegeneraal David McM. Gregg.

## De slag
Op 27 oktober rukte Hancock op over Hatcher’s Run, verdreef de Zuidelijke voorposten en manoeuvreerde langs de vijandelijke flank richting Burgess Mill. De divisie van brigadegeneraal Gershom Mott stak de Boydton Plank Road over en viel de Zuidelijke cavalerie aan die onder leiding stond van generaal-majoor Wade Hampton. Hampton raakt bijna geïsoleerd van de rest van de Zuidelijke linies. Luitenant-generaal A. P. Hill, bevelhebber van de Zuidelijke eenheden in deze sector, reageerde snel op Hancocks dreiging. Hill kon echter de aanval niet verder zelf leiden door zijn slechte gezondheid. Hij gaf het bevel aan generaal-majoor Henry Heth om de zaken af te handelen. Heth stelde twee divisies op maar deze werden verdreven door de oprukte Noordelijken onder Hancock. Op dit moment arriveerden generaal-majoor George G. Meade en luitenant-generaal Ulysses S. Grant op het slagveld. Meade merkte op dat er een gat was ontstaan tussen het II Corps opmars te stoppen. De divisie van brigadegeneraal Samuel W. Crawford van het V Corps diende eerst het gat te dichten. Dit manoeuvre verliep zeer moeilijk door de moeilijke terreinomstandigheden. Grant voerde ondertussen een persoonlijke verkenning uit van de Zuidelijke stellingen. Hij kwam onder vuur te liggen, besefte de sterkte van de vijandelijke stellingen en liet de aanval volledig stopzetten.
Hancock en Crawford vonden geen aansluiting bij elkaar. Hancock keerde terug naar Hatcher’s Run. Daar aangekomen botste hij op Zuidelijke cavalerie. Hierdoor was het volledige II Corps geïsoleerd geraakt op de noordelijke oever van Hatcher’s Run. Heth en Hampton zagen hierin de buitenkans om het II Corps te vernietigen. Hancock kon enkel terug trekken via de Dabney Mill Road. Daar zou Heth de Noordelijken onderscheppen. In de late namiddag rukte brigadegeneraal William Mahones divisie op door dezelfde bossen waar Crawford niet door geraakte en veroverde de Dabney Mill Road. Ondertussen manoeuvreerde de cavaleriedivisie van generaal-majoor W.H.F. "Rooney" Lee zich naar de achterhoede van de Noordelijken.
Mahone rukte zo ver op langs de Noordelijke flank dat de divisie van brigadegeneraal Thomas W. Egan zich volledig diende te draaien om de dreiging op te vangen. Hancock werd nu langs drie zijden bedreigd zonder dat hij een ontsnappingsroute in handen had. De soldaten van het II Corp bleven koelbloedig en Hancock nam het initiatief. Mahone was te ver opgerukt en was op zijn beurt geïsoleerd geraakt. Hierop gaf Hancock het bevel tot een aanval op de beide flanken van de Zuidelijken. Hampton kon de Noordelijke cavalerie van Gregg niet tegenhouden. Gregg kon nu te hulp schieten waardoor Mahones divisie op de vlucht sloeg. De kansen waren gekeerd. Om omsingeling te vermijden trokken de Zuidelijken zich terug via de Boydton Plank Road. Hierdoor was de weg nu in Noordelijke handen. Grant liet het aan Hancock over om te beslissen of hij bleef of hij zich terugtrok naar de Noordelijke stellingen. Hoewel Hancock de vijandelijke aanval had afgeslagen, bleef zijn positie zeer volatiel. Daarom trok Hancock tijdens de nacht zijn korps terug.

## Gevolgen
Beide legers betrokken nu hun winterkwartieren. De Zuidelijken behielden de controle over de Boydton Plank Road doorheen de winter. Hancock had een tactische overwinning behaald over Heth. Voor de rest van het jaar was het zo goed als rustig langs het front.
Deze veldslag was de laatste slag voor twee Noordelijke generaals. De volgende maand nam Hancock ontslag uit zijn functie omdat hij te veel hinder ondervond van zijn verwonding die hij had opgelopen bij Gettysburg. In januari 1865 nam ook Gregg onverwacht ontslag uit zijn functie. Generaal-majoor Andrew A. Humphreys nam het bevel van het II Corps op zich.